# Maurice Delvart

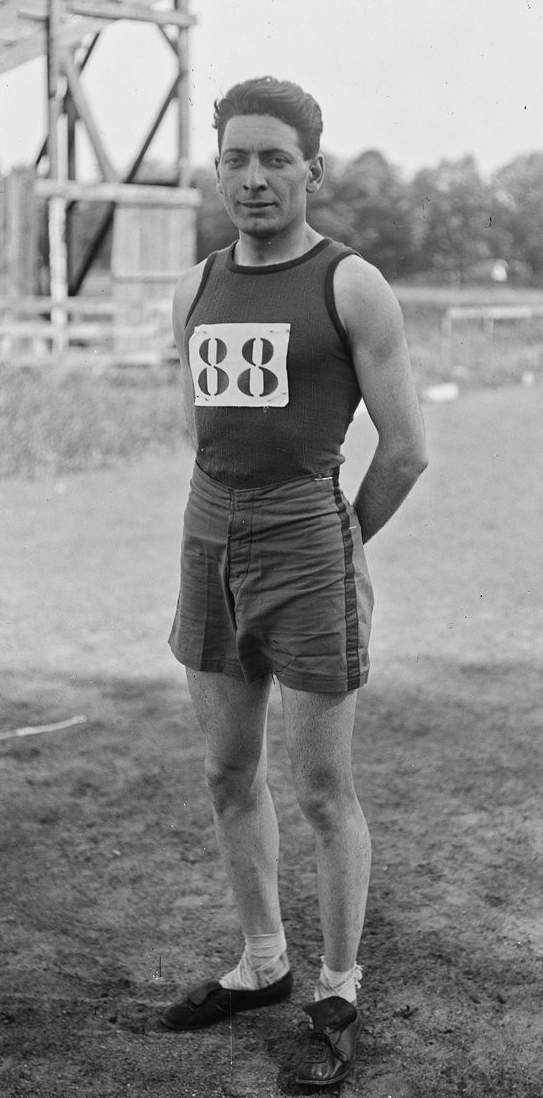
Maurice Delvart en 1922

Maurice Delvart (né le 21 septembre 1899 à Bourecq - mort le 24 septembre 1986 à Paris) est un athlète français spécialiste du 400 mètres.
Licencié au Stade français de Paris, il participe aux Jeux olympiques de 1920 d'Anvers où il décroche la médaille de bronze du relais 4 × 400 mètres aux côtés de Géo André, André Devaux et Gaston Féry. L'équipe de France, qui établit le temps de 3 min 24 s 8, s'incline face aux États-Unis et l'Afrique du Sud.
Son record personnel sur 400 m (estimé) est de 50 s 0 (1922).

## Palmarès
| Date | Compétition     | Lieu   | Résultat | Discipline       |
| ---- | --------------- | ------ | -------- | ---------------- |
| 1920 | Jeux olympiques | Anvers | 3e       | Relais 4 × 400 m |